# Chalcidoptera orbidiscalis
Chalcidoptera orbidiscalis is een vlinder uit de familie van de grasmotten (Crambidae). De wetenschappelijke naam van deze soort is voor het eerst gepubliceerd in 1918 door George Francis Hampson.
De spanwijdte bedraagt 26 tot 30 millimeter.
De soort komt voor in Kameroen.